# Iglesia de San Juan (Chengdu)
La iglesia de San Juan (en inglés: St John's Church), también conocida como iglesia de Shangxiang, es un templo de culto protestante, situado en la calle de Shangxiang de la ciudad de Chengdu, capital de la provincia de Sichuan (antiguamente, Szechwan) ubicada en el sudoeste de China. Fundado en 1909 como una escuela misionera, el templo había sido la sede del obispo anglicano de Szechwan Occidental, lo que prácticamente lo convertía en la catedral de este obispado. Desde 1954 está sometido al control de la Iglesia patriótica de las tres autonomías, sancionada por el estado.

## Contexto histórico
A finales de 1891, el reverendo James Heywood Horsburgh, junto con su esposa, reverendo O. M. Jackson, tres misioneros legos y seis misioneras solteras, entraron a Sichuan como el primer grupo de misioneros de la Church Missionary Society en comenzar a trabajar en esa provincia, y posteriormente a cargo del distrito occidental de Sichuan (futura diócesis de Szechwan Occidental).
La diócesis de Szechwan fue erigida en 1895, y William Cassels, uno de los siete de Cambridge, fue consagrado como el primer obispo diocesano, ordenado por el arzobispo de Canterbury, Edward White Benson. En 1909, Cassels compró en Chengdu un terreno cerca de la calle de Xishuncheng, para construir la escuela de Fu Jen. En 1926, después del cierre de la escuela, se añadió una capilla al edificio y en 1939, se añadió una segunda planta. El edificio había completado su conversión de escuela a iglesia y fue rebautizado como San Juan.
El templo fue bombardeado durante la Segunda Guerra Mundial. En 1946, el plan de construir una gran capilla frente al templo fracasó, pero fue restaurado y los servicios de culto se reanudaron poco después. En 1954, el gobierno comunista estableció la «Iglesia Patriótica de las Tres Autonomías» de «autogobierno, autosuficiencia y autopropagación», las Iglesias cristianas en China se vieron obligadas a romper sus lazos con las respectivas confesiones establecidas en el extranjero, lo que llevó a la fusión de la iglesia de San Juan en la Iglesia de las Tres Autonomías.
En 1992, el templo fue demolido para apoyar un proyecto de ampliación de la calle. La reconstrucción finalizó en 2011. El nuevo edificio está construido con una fusión de estilos neogótico y minimalista. Actualmente es el templo protestante más grande de Chengdu.

## Galería

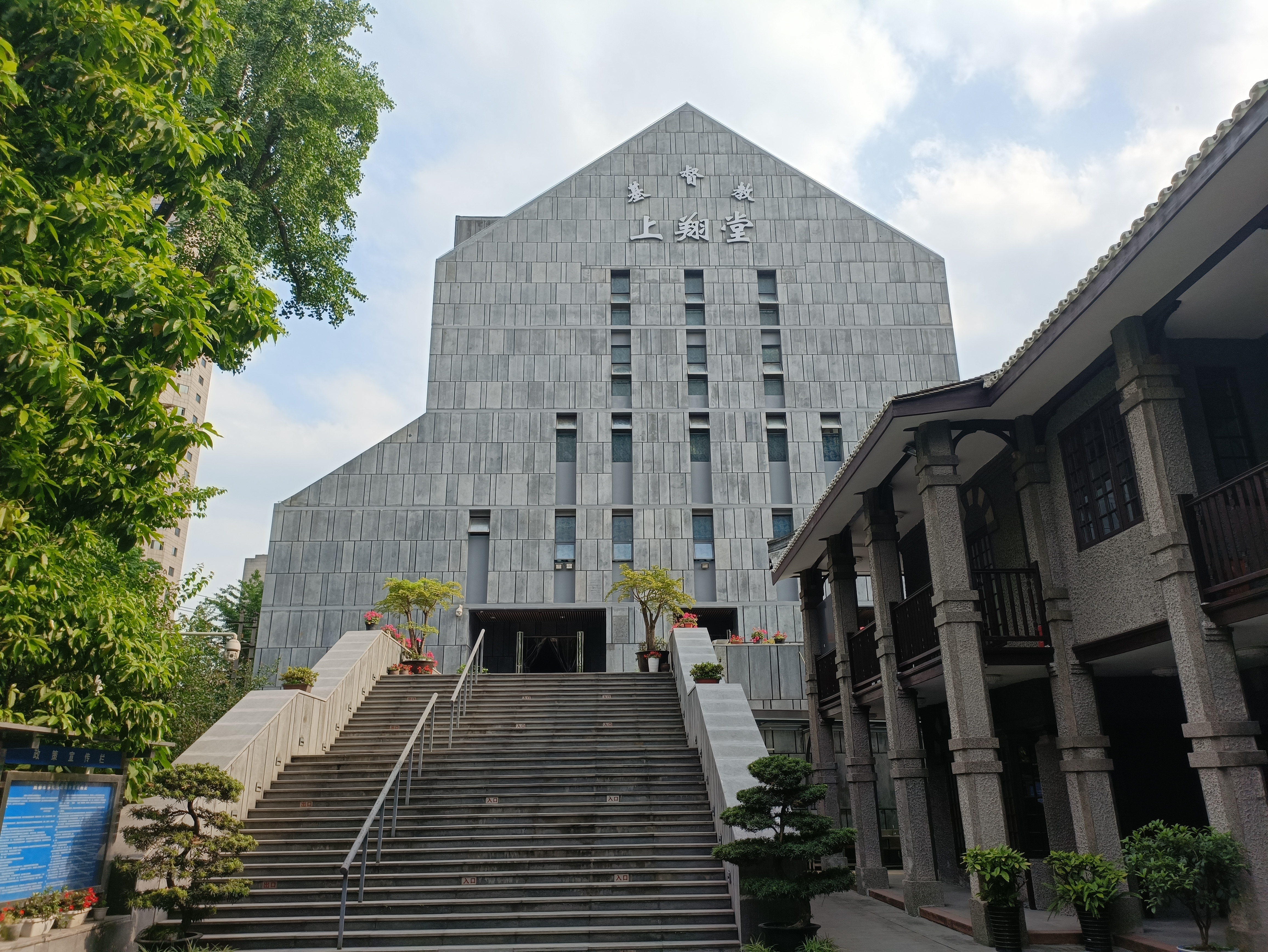
Vista exterior
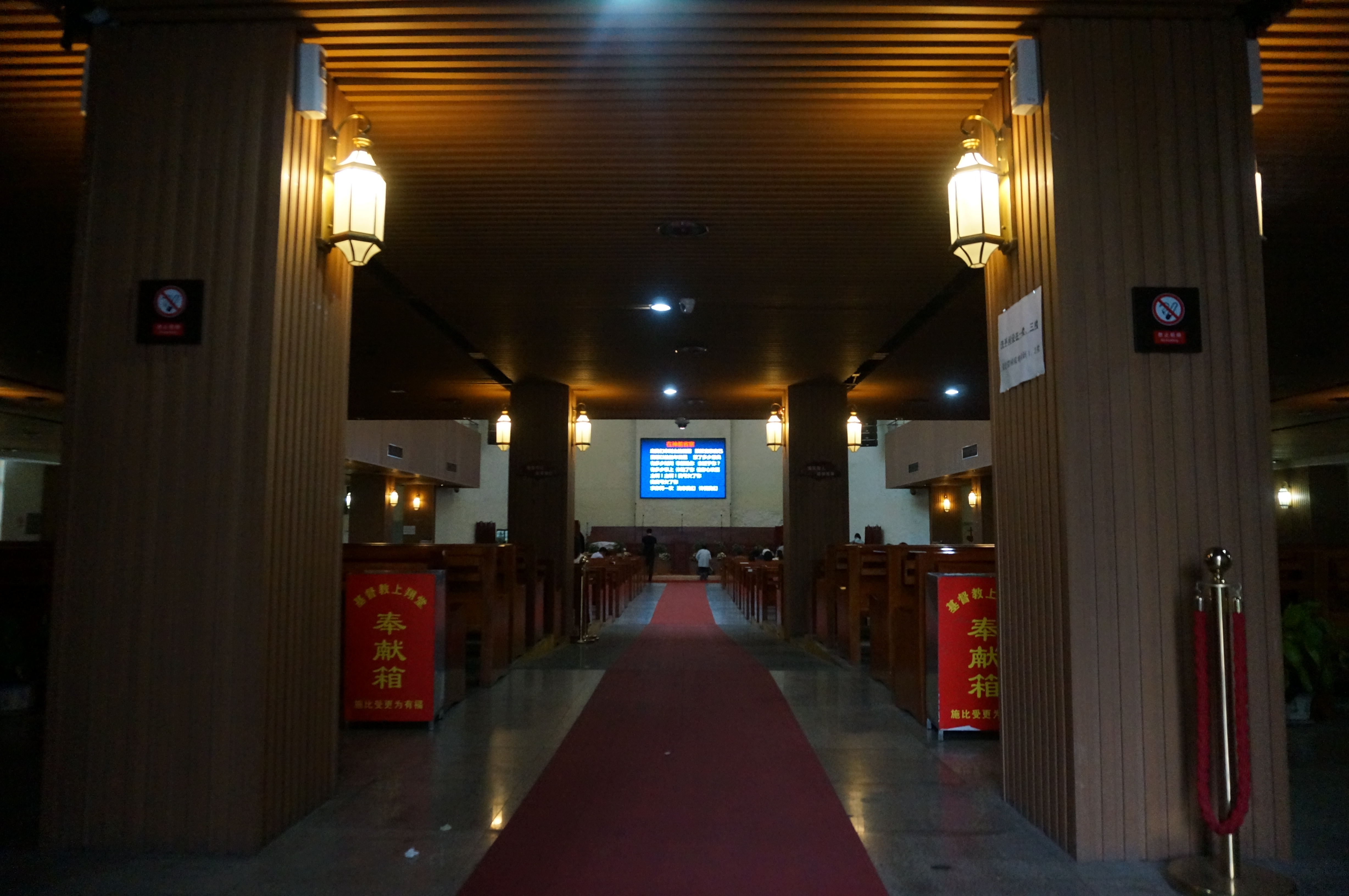
Vista interior
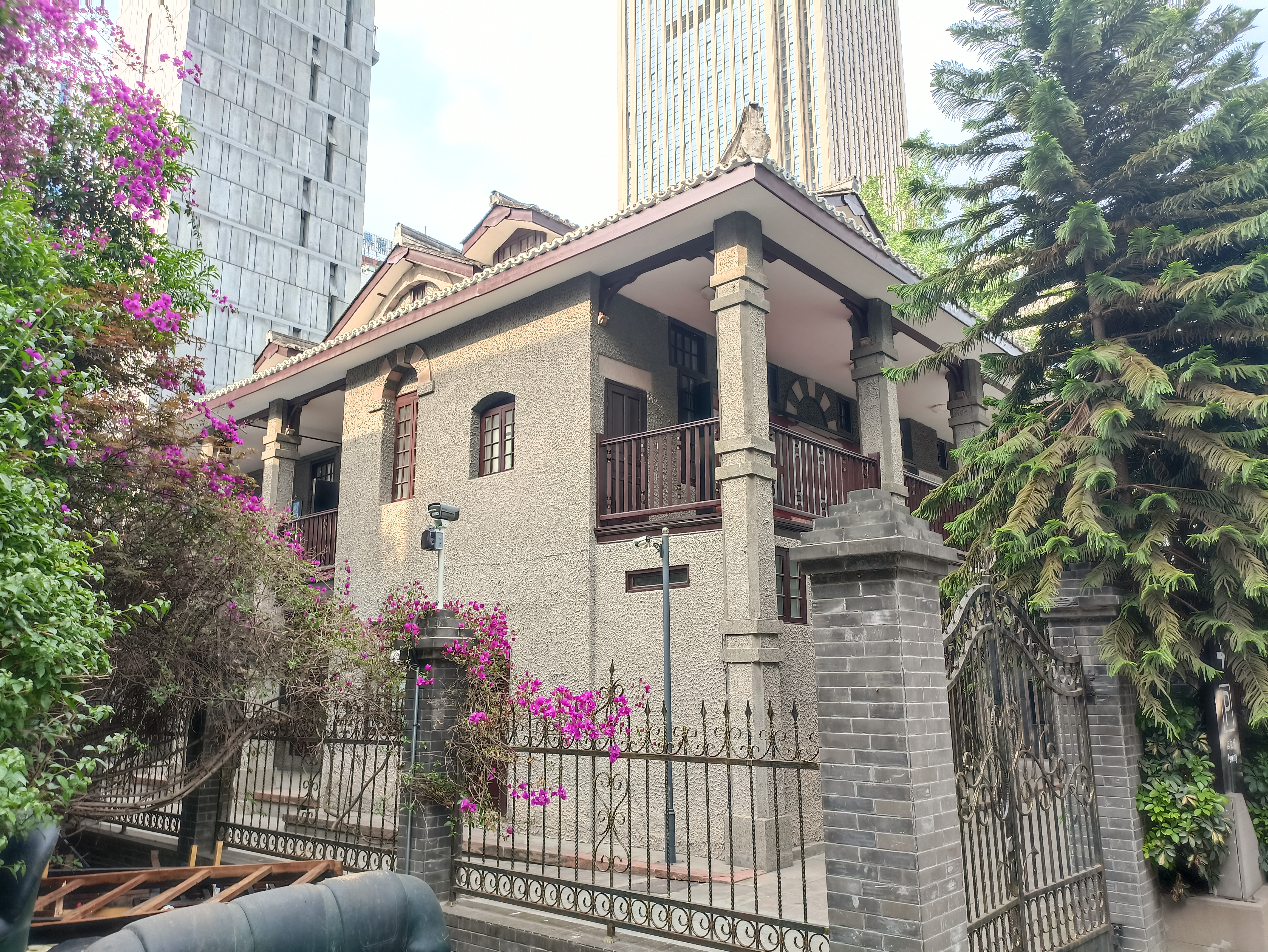
Museo del Protestantismo, antigua Casa del Obispo